# 渤海路 (寿光)
渤海路，旧名中心大街，根据位置不同被称为渤海南路、渤海路或渤海北路，是中国山东省寿光市的一条南北向重要交通主干道。北起北环路与原226省道交汇处，南至南环路与县道寿尧路连接，全长约10公里，1路公交车纵贯南北。这条路是寿光商业的发祥地，寿光市中心最为繁华的商业区就位于此路上，这条路从圣城街到文庙街的路段亦是寿光市的商业步行街。

## 名称
渤海路的前身是从圣城街到文庙街的中心大街。2001年初，寿光市对渤海路进行了高标准改造。改造后，中心大街被更名为渤海路。
渤海路分为三段：
- 南环路（胡营路口）至农圣街（啤酒厂路口）部分称渤海南路。
- 农圣街（啤酒厂路口）至文圣街（人民医院北门路口）部分称渤海路。其中，圣城街（佳乐家路口）至文庙街（圣都中学路口）部分为寿光市的商业步行街。
- 文圣街（人民医院北门路口）至北环路（西陈路口）部分称渤海北路。

## 历史
1960年代，中心大街开始建设。
1972年，中心大街开始修整拓建，路面宽度扩展至8米。
1977年，中心大街路面铺设砖头、瓦块，交通条件得到改善。
改革开放后，第三产业开始以中心大街为根据地衍生。
1982年，中心大街进行路面硬化，从文庙街至建新街段全部改为柏油路。1993年，又对建新街至原南环路（今农圣街）段进行了硬化。
2001年初，寿光市对中心大街进行了高标准改造和绿化、亮化。改造后，中心大街被更名为渤海路，从原北环路（今文圣街）至原南环路（今农圣街）全长4289米。
2004年2月29日，渤海路（圣城街至文庙街段）改造工程正式启动，同年6月30日竣工并开通。改造后的路面变更为大理石路面，此路段亦成为寿光市的商业步行街。
此后，各色商铺在渤海路两侧日益增多。与此同时，渤海路的交通阻塞问题也日趋明显。
为缓解渤海路日趋明显的交通拥堵，提高通行效率，自2011年1月4日上午7点起，渤海路圣城街路口至广场街路口实行机动车（公交车除外）单向行驶，机动车只准由南向北行驶。

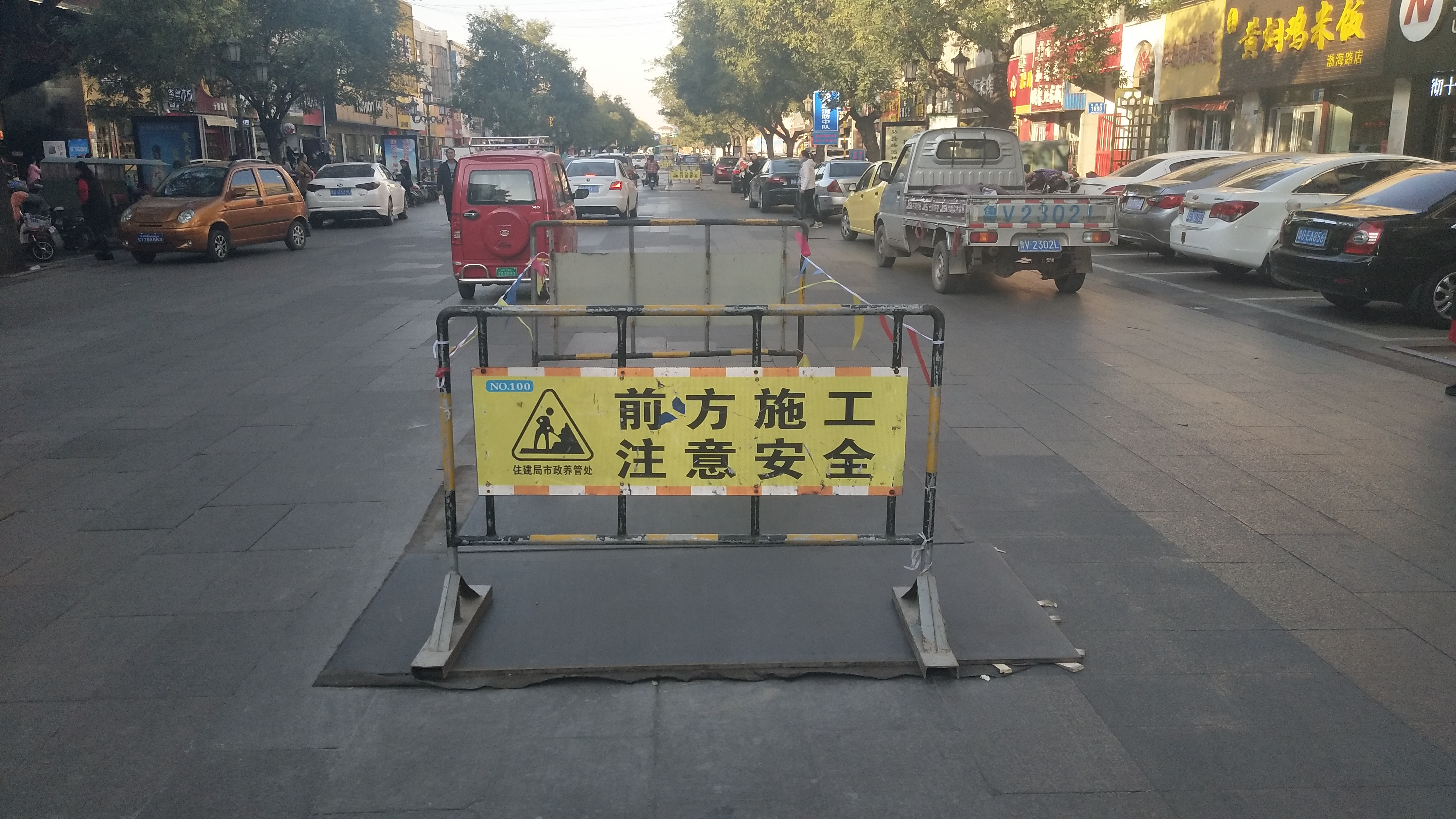
挖补维修中的渤海路商业街，城建部门在更换过的大理石板上方覆盖了钢板，以防止大理石板被二次破坏

随着寿光市机动车保有量的日益增多与渤海路两侧大型项目的开工建设，渤海路中段（圣城街至文庙街段）于2010年代中期出现了不同程度的路面破损。尽管有关部门时常安排修补，但并不能从根本上解决问题。而且，路面修补带来的交通拥堵也引起了广大民众的不满，这种情况在2015年尤为明显。
按照寿光市2017年城建计划，市住建局决定自2017年9月24日起，对渤海路（金光街至文庙街段）实施改造，将原有的大理石路面更换为沥青混凝土路面，并完善交通标线等设施，改造工程于11月7日下午4时竣工。2018年10月9日至25日，又对圣城街至金光街段实施了改造，原实行单向通行的路段于改造完毕后恢复双向通行。

## 沿途地标和重要组团

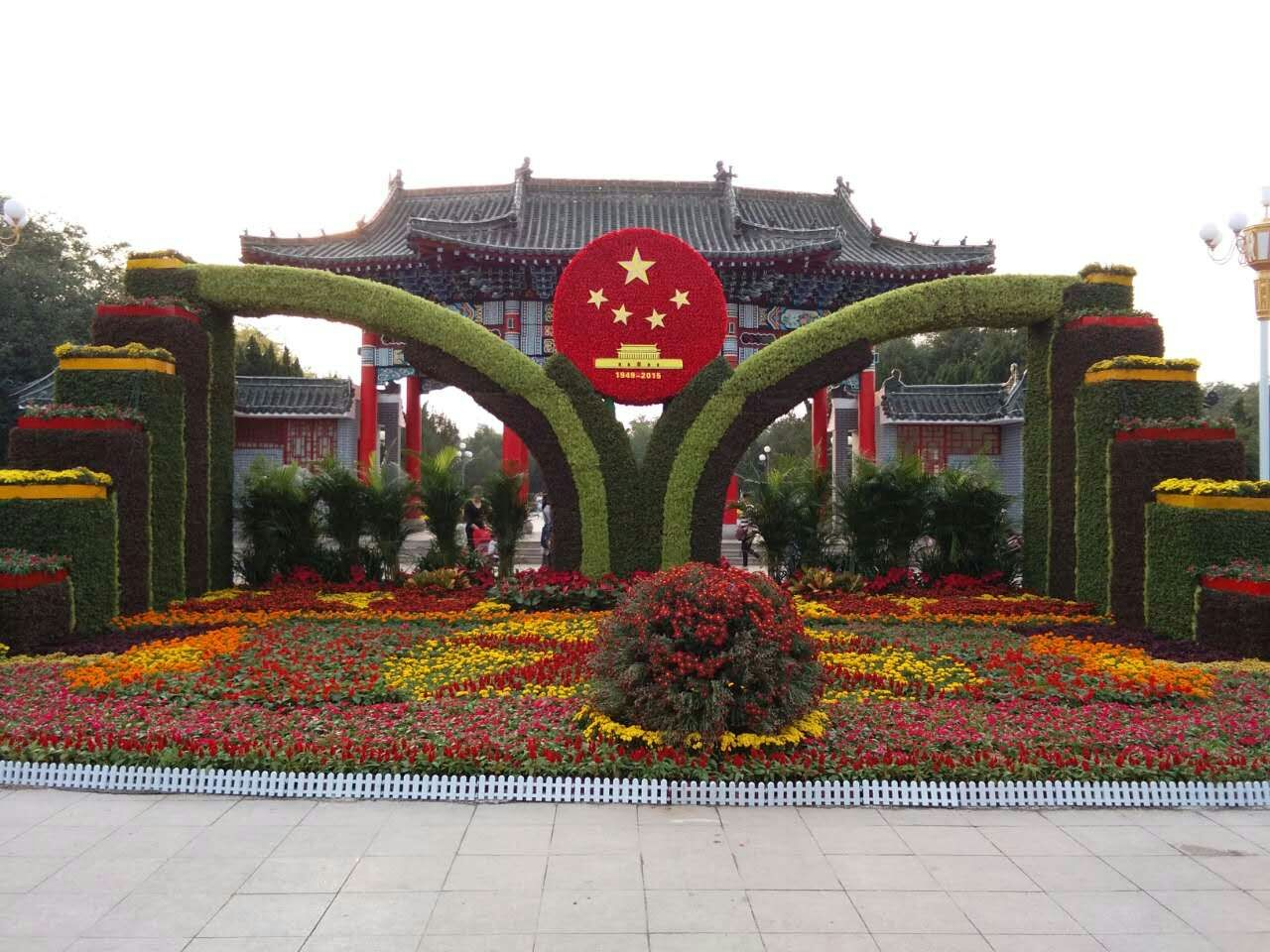
位于渤海路与公园街交叉路口西南角的仓圣公园大门口，摄于2015年国庆节期间

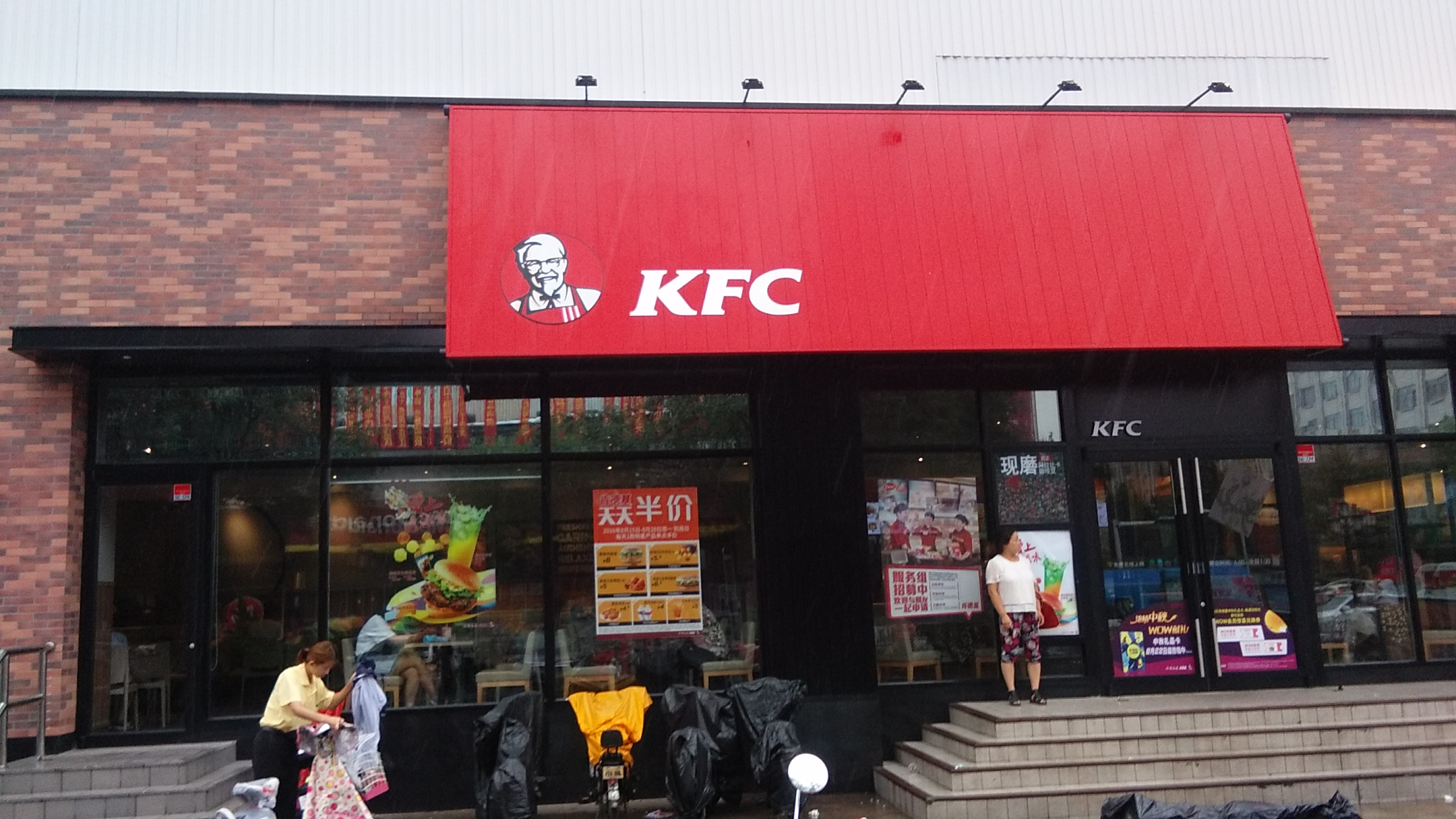
肯德基寿光渤海路餐厅，位于佳乐家寿光一店西侧

- 建设大厦
- 仓圣公园
- 凯德华大酒店
- 渤海路商圈
  - 佳乐家寿光一店
  - 商业大厦（全福元世纪广场店）
  - 名仁摩登城
  - 城市假日广场
  - 国美电器寿光商城（原新华书店）
  - 名仁新春天购物城
  - 阳光春天购物广场
  - 全福元购物中心店
  - 百大家电城

## 主要交汇道路
- 渤海南路
  -  南环路（胡营路口）
  - 益城街
  - 圣阳街（原曹沙路）
- 渤海路
  - 农圣街（啤酒厂路口）
  - 建新街（建设大厦路口）
  - 公园街（仓圣公园路口）
  - 圣城街（佳乐家路口）
  - 新兴街（原新华书店路口）
  - 广场街（购物中心路口）
  - 金光街（百大家电城路口）
  - 文庙街（圣都中学路口）
  - 健康街（人民医院南门路口）
  - 文圣街（人民医院北门路口）
- 渤海北路
  - 英雄路（原226省道）
  -  北环路（西陈路口）